# Владимир Ярославич (князь новгородский)
Влади́мир Яросла́вич (в крещении предположительно Василий; 1020 — 4 октября 1052) — князь новгородский, сын великого князя Ярослава Мудрого и Ингигерды (в православной транскрипции Ирины), дочери первого христианского короля Швеции Олафа Шётконунга. Канонизирован Русской православной церковью в XV веке, как святой благоверный князь Владимир Ярославич Новгородский, память: 4 (17) октября и в Соборе Новгородских святых.

## Биография

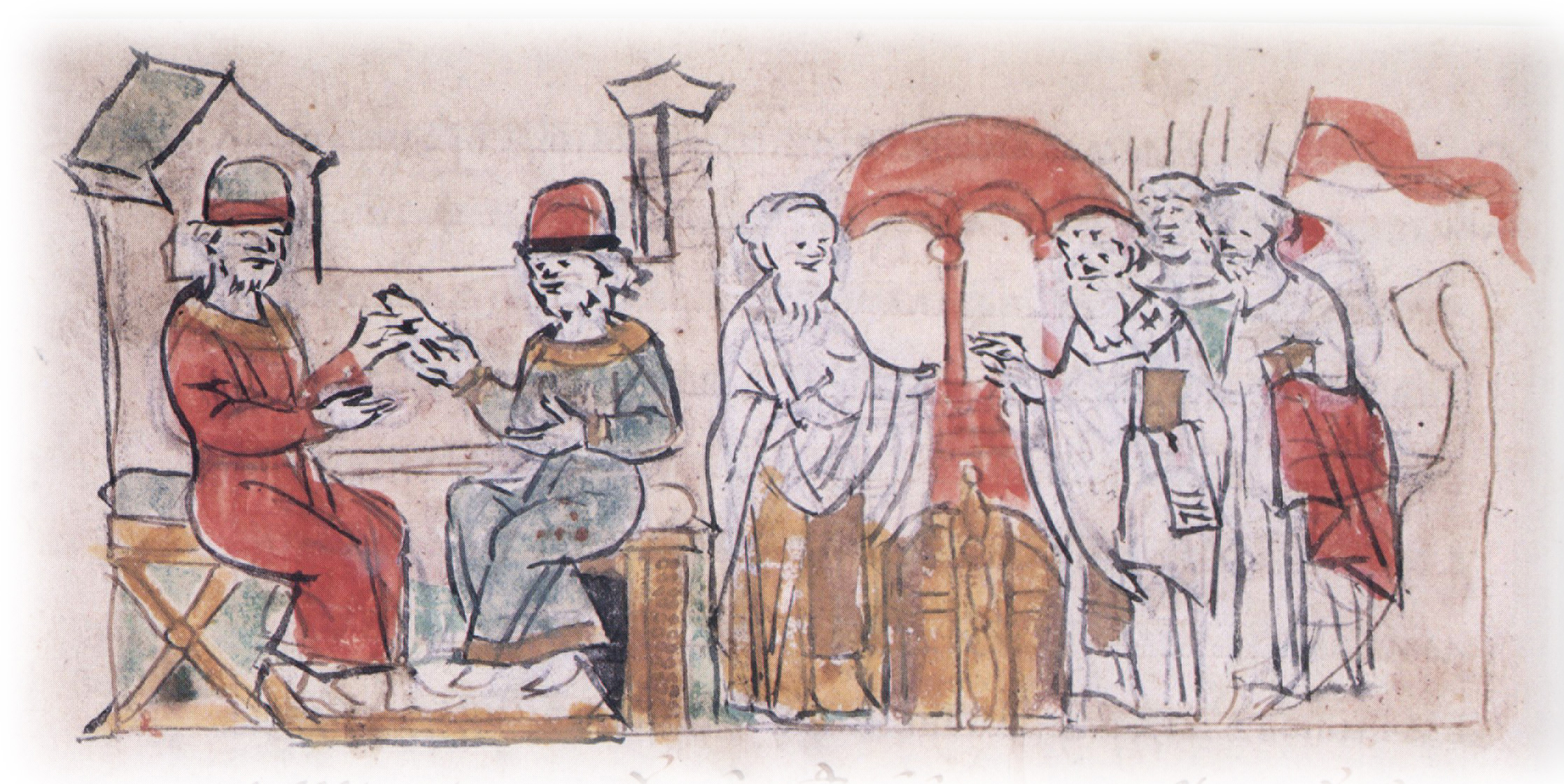
Вокняжение в Новгороде Владимира по повелению его отца Ярослава, поставление Ярославом Луки Жидяты

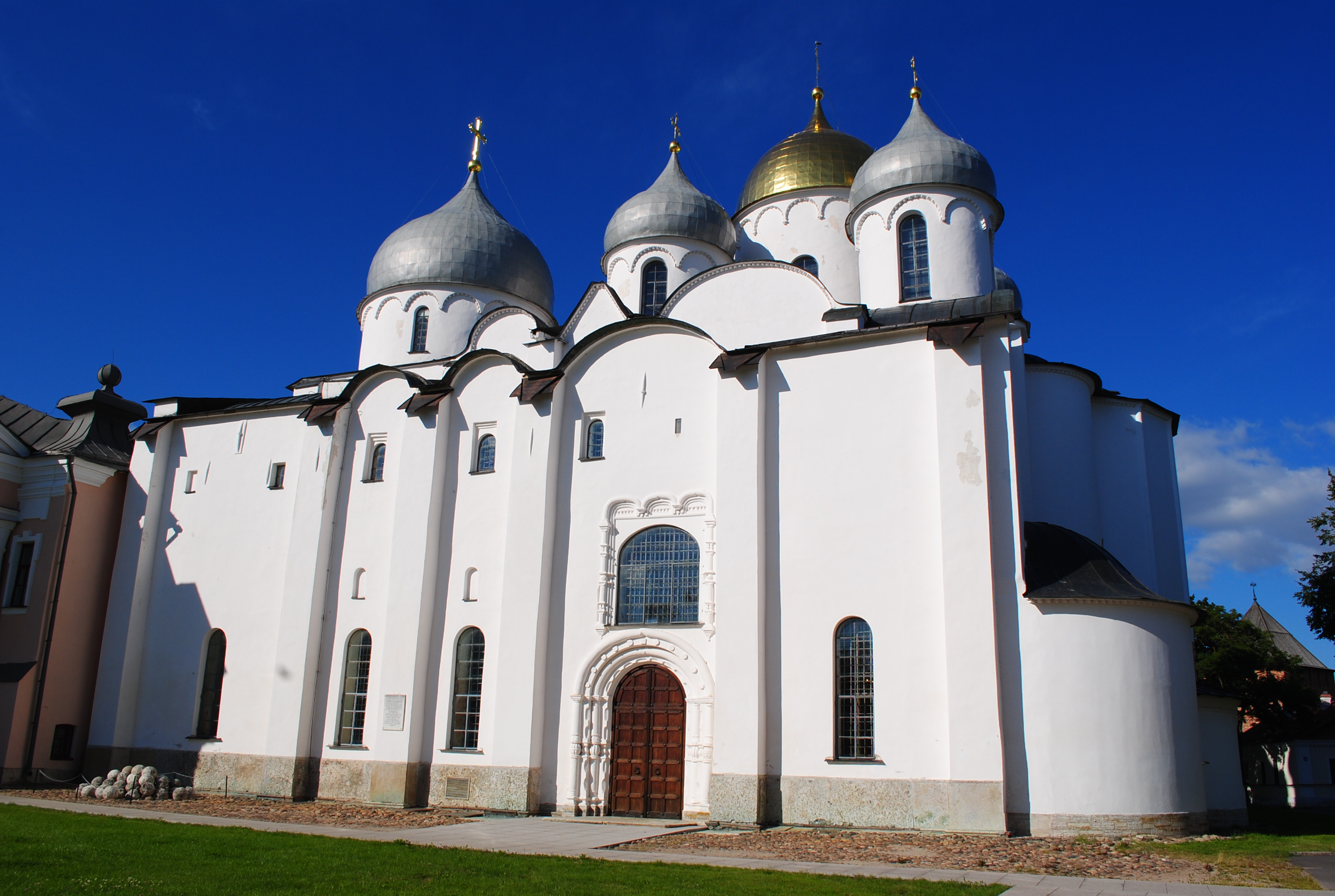
Софийский собор в Новгороде, построенный Владимиром Ярославичем

Владимир Ярославич родился в 1020 году. На Новогородское княжение посажен, по одним летописям, в 1030 году, а по большинству — в 1034 году. В управлении княжеством ему помогали воевода Вышата и епископ Лука Жидята, впоследствии канонизированный, один из первых русских писателей. В 1042 году Владимир совершил победоносный поход на Ямь (территорию Южной Финляндии), причём в этом походе случился большой падёж коней, а в следующем 1043 году ходил совместно с Харальдом Суровым на Византию. Византийский поход закончился неудачей, но есть версия, что в 1044 году Владимир взял Херсонес.
Владимир построил в Новгороде Софийский собор, освящённый 14 сентября 1052 года епископом Лукой; по его приказу сооружена была в Новгороде каменная крепость. Скончался в возрасте 32 лет 4 октября 1052 года, оставив сына Ростислава, князя Тмутараканского, через двадцать дней после освящения Софийского собора, куда и были положены его мощи. 7 сентября 1862 года мощи святого переложены в новую раку работы Ф. А. Верховцева.

## Прославление
В 1439 году святитель Евфимий, архиепископ Новгородский, установил творить 4 октября память святому князю Владимиру и погребённой рядом с ним святой Анне Новгородской, первой жене князя Ярослава, ошибочно принятой за мать князя Владимира. Имя Владимира Ярославича было внесено в Собор Новгородских святых, празднование которому окончательно установлено в 1981 году по благословению митрополита Ленинградского и Новгородского Антония (Мельникова). 
Агиографы превратили двух жён князя Ярослава, рано скончавшуюся Анну и Ирину (Ингигерду) в одно лицо — Ирину, в монашестве Анну. По версии исследователя русской генеалогии Николая Баумгартена, женат был на дочери графа Штаденского Леопольда — Оде, но этот факт подвергается сомнению историком Александром Назаренко.
Тропарь, глас 4

И҆з̾мла́да ꙗ҆ви́лсѧ є҆сѝ, бг҃омꙋ́дре кн҃же влади́мїре, /
бжⷭ҇твенный сосꙋ́дъ и҆збра́нъ бг҃ови, / бл҃гоче́стїемъ воспита́нъ, вѣ́рꙋ непоро́чнꙋ соблю́лъ /
и҆ хра́мъ пречꙋ́денъ премⷣрости бж҃їѧ въ вели́комъ новѣ́градѣ се́мъ ᲂу҆стро́ивъ, /
тѣ́ло твоѐ въ не́мъ предложи́лъ є҆сѝ, /
и҆ ны́нѣ, на нбⷭ҇ѣ́хъ прⷣестоѧ̀ прⷭ҇то́лꙋ ст҃ы́ѧ трⷪ҇цы, //
моли́сѧ ниспосла́ти и҆ на́мъ ве́лїю и҆ бога́тꙋю млⷭ҇ть.

Кондак

Многомꙋ́дреннѡ пожи́въ въ кн҃же́нїи твое́мъ въ вели́комъ новѣ́градѣ, /
бл҃говѣ́рный кн҃же влади́мїре, /
пло́дъ благі́й въ жи́зни се́й бы́лъ еси, присноцветꙋ́щъ добродѣ́телми. /
Тогѡ̀ ра́ди полꙋчи́лъ є҆сѝ жи́знь вѣчнꙋ́ю на нбⷭ҇ѣ́хъ, /
тѣ́ло же твоѐ нетлѣ́нїемъ просла́влено бы́сть на землѝ, /
и҆ ны́нѣ пра́здникъ тво́й свѣ́тлѡ соверша́юще, /
съ любо́вїю вопїе́мъ тебѣ̀: //
ра́дꙋйсѧ, вели́комꙋ новꙋ́градꙋ и҆ всѣ́й рѡссі́йстѣй землѝ ᲂу҆твержде́нїе.